# Bdelyrus metaensis
Bdelyrus metaensis là một loài bọ cánh cứng trong họ Bọ hung (Scarabaeidae).